# Хрінники
Хрі́нники — село в Україні, у Демидівській селищній громаді Дубенського району Рівненської області. Населення становить 788 осіб.

## Географія

### Розташування
Село розташоване на берегах річки Стир, на півночі межує з Вичавками, на сході — з Лопавше, на заході з Товпижином.

### Рельєф
Переважаючі висоти — 195—205 м над рівнем моря. Рельєф рівнинний, зазнав значного антропогенного впливу.

### Водна система
Через село протікає найбільша водна артерія району — р. Стир, також знаходиться однойменне з селом водосховище. На півдні є невелика безіменна притока Стиру і джерела.

### Екологія

#### Орнітологічний заказник місцевого значення «Урочище „Хрінники“»
Детальніше Урочище «Хрінники»
Створений рішенням Рівненського облвиконкому № 343 від 22.11.1983 р. (зі змінами рішенням Рівненського облвиконкому № 98 від 18.06.1991 р.). Знаходиться на території Демидівської селищної громади, в 1,3 км від села. Землекористувач — Дублянське лісництво ДП «Млинівський лісгосп» (квартал 53, виділ 10). Площа 1,3 га.
Територія заказника рівнинна. Заказник створений для збереження колоній сірих чапель, які тут мають чисельні гнізда на дубах-велетнях. Висота дубів 25-27 м їх вік близько 200 років. Це ділянка старого дубово-грабового лісу, де перший розріджений ярус утворює дуб звичайний. Крім дуба, тут трапляються ще берест та граб. Всі ці деревні породи ростуть у вологій грабовій діброві із запасом деревостану 130 м³/га. У деревостані найстаріше дерево дуба звичайного має обхват стовбура 3,5 м. Другий, більш густий ярус деревостану утворює граб з невеликою домішкою клена гостролистого.

#### Ботанічна пам'ятка природи місцевого значення «Дуб-велетень»
Детальніше Ботанічна пам'ятка природи місцевого значення «Дуб-велетень»

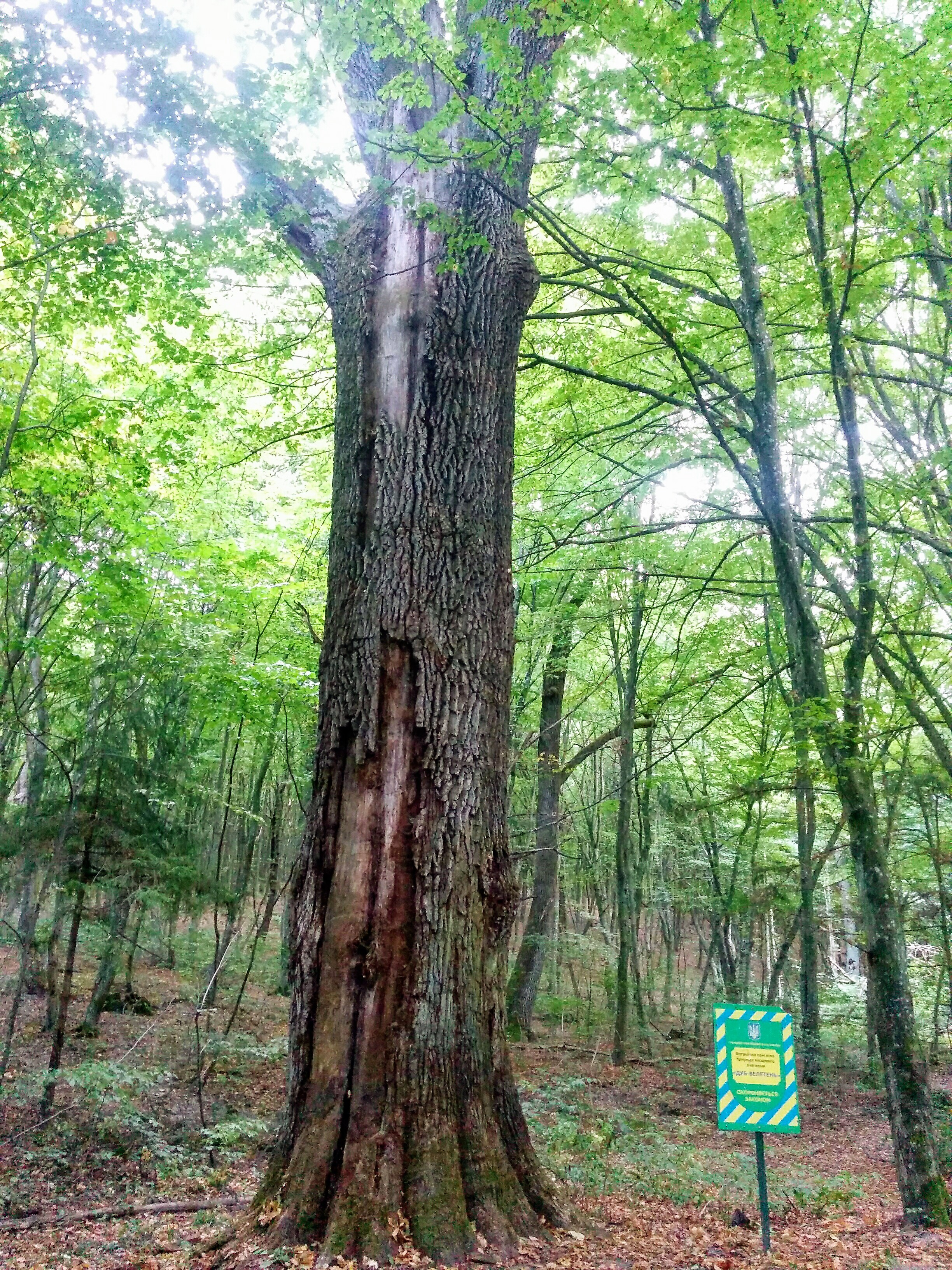
Дуб-велетень

Створена рішенням Рівненського облвиконкому № 343 від 22.11.1983 р. Знаходиться на території Демидівської селищної громади. Землекористувач — Дублянське лісництво ДП «Млинівський лісгосп» (квартал 53, виділ 21). Площа 1,3 га.
Дуб-велетень має вік наближено 560 років, виділяється своєю могутністю, має висоту більше 30 м, діаметр близько 2 м. Його крона розкидиста та життєздатна. Дуб-велетень росте у розрідженому дубовому насадженні штучного походження віком 220 років. За продуктивністю це насадження III бонітету, яке зростає у вологій грабово-дубовій діброві із запасом деревостану 100 м³/га. Дубово-грабові ліси, які нині оточують дуб-велетень, характеризуються двоярусним деревостаном. Перший ярус утворює дуб віком 60-70 років, є окремі дуби віком більше 100 років. Другий ярус утворює граб.

## Історія

### Археологічні знахідки
В результаті 10-літньої роботи Волинської археологічної експедиції під керівництвом доктора історичних наук Д. Н. Козака здобуто унікальні документи з давньої історії краю. Досліджено кілька об'єктів енеоліту-бронзи, 26 об'єктів ранньозалізного часу, 16 споруд поморсько-кльошової культури, 11 житлових та господарських споруд зубрицької культури, 22 житла та 25 господарських об'єктів вельбарської культури, 9 жител культури Луки-Райковецької, близько 50 об'єктів періоду Київської Русі — усього більше 150 об'єктів різних епох.

### Шанків Яр
Детальніше - у статті Поселення Шанків Яр
Пам’ятка Хрінники 1 в уроч. Шанків Яр є багатошаровим поселенням, розташованим на корінній терасі лівого берега р. Стир приблизно за 1,75 км на північний схід від Хрінницької ГЕС. Археологічні пам’ятки біля с. Хрінники відомі з кінця XIX ст. і вперше згадані у працях В.Б. Антоновича у 1901 році. Розвідкові роботи навколо Хрінницького водосховища проводив І.К. Свєшніков у 1980-х роках.
Урочище Шанків Яр, розташоване між селами Хрінники та Набережне Демидівського району Рівненської області, археологи розпочали ґрунтовно досліджувати починаючи із 1990-х років. Їх увагу привернуло багатошарове поселення на лівому березі р. Стир (Хрінницьке водосховище).
Найбільш ранні знахідки в урочищі Шанків Яр датуються IV тисячоліттям до н. е. (мідний вік), а заключні етапи заселення цієї території датуються середньовіччям і охоплюють період від VII-VIII ст. до XV ст.
За період вивчення пам’ятки розкопано площу понад 0,3 га, досліджено майже дві сотні різночасових об’єктів (від пізнього палеоліту до литовсько-польської доби).

### Польсько-литовський період
Точних відомостей про рік заснування Хрінників немає. Очевидно, що поселення існує здавна. 1545 р. датуються перші дані про село. В 1545 р. тут була поміщиця Хреницка, в 1569 р. — Михайло Хреницкий, ще пізніше — Іван Хрінницький — луцький земський суддя. В архіві знаходимо: «В 1616 р. його милість пан Іван Хрінницький, суддя земський Луцький, на великому шляху на р. Стир в маєтку своєму спадковому Хрінниках для переїзду міст збудував. Міст той постійної направи потребує, тому просить милості короля з канцелярії гроші виділити на направу того моста». На село неодноразово нападали іноземні загарбники, це підтверджує велика кількість знахідок старовинних речей, особливо різних монет. Отже, Хрінники — привабливе місце діяльності як для істориків, так і археологів, які сьогодні продовжують тут дослідницькі роботи. Знайдено унікальні документи з давньої історії краю. Особливо цікаві відомості отримані щодо історії та культури давньогерманських готських племен. Пам'ятка готів є унікальною за розмірами і багатством матеріальних залишків.
15-18 вересня 1621 року відбувся напад татарської орди, постраждало і село Хрінники.
.
7 (20) листопада 1917 року, відповідно до Третього Універсалу Української Центральної Ради, увійшло до складу Української Народної Республіки.

Хрінники на польській карті 1924 року

### Друга світова війна
17 вересня 1939 року на основі пакту Молотова — Ріббентропа Червона армія почала окупацію території Західної України. У жовтні 1939 року були створені перші органи радянської влади. У Хрінниках було відкрито клуб, бібліотеку, сільмаг, діти стали вчитися на рідній мові. В 1940 році в Хрінниках організувався колгосп «Червона зірка», головою якого був Кубович Юхим Якович. Була створена комсомольська організація.
24 червня 1941 року нацисти окупували село. Окупаційною владою було введено надзвичайний стан, який обмежував свободу пересування населення, встановлював комендантську годину. Вводилась карткова система. Селяни були зобов'язані здавати поставки продуктів.
Впродовж 1942 року в краї наростала активність радянських партизан. В листопаді 1942 р. через Хрінники пройшли з'єднання С. А. Ковпака, О. М. Сабура, загін І. П. Федорова. У червні-серпні 1943 р. майже над усім Дубенським районом встановлюється влада УПА.
20 березня 1944 року село Хрінники було знову загарбане частинами 1-ї гвардійської кавалерійської дивізії у взаємодії з 10-м і 26-м Гвардійськими стрілецькими полками. На їх боці боролися з нацистами такі жителі села як Мулько Никон, Рибчинський Павло, Буйвол Петро, Черешня Павло, Казмірчук Микола, Клепач Олексій.

### Повоєнний період
Після війни село активно розбудовувалось, відновлювали колгоспну систему.

### Незалежна Україна
12 червня 2020 року, відповідно до розпорядження Кабінету Міністрів України № 722-р від «Про визначення адміністративних центрів та затвердження територій територіальних громад Рівненської області», увійшло до складу Демидівської селищної громади Демидівського району.
19 липня 2020 року, в результаті адміністративно-територіальної реформи та ліквідації Демидівського району, село увійшло до складу Дубенського району.
У фонді Р-740 «Відділ державної реєстрації актів цивільного стану Головного територіального управління юстиції у Рівненській області», опис 6, справи №№ 102-131 на сайті Державного архіву Рівненської області у розділі «E-архів» розмістили метричні книги села за 1919-1929 рр.

## Населення
За переписом населення України 2001 року в селі мешкало 908 осіб.

### Мова
Розподіл населення за рідною мовою за даними перепису 2001 року:
| Мова       | Відсоток |
| ---------- | -------- |
| українська | 99,26 %  |
| російська  | 0,49 %   |
| молдовська | 0,12 %   |

## Економіка

### ТзОВ «Малий енергетичний комплекс»
Хрінницька ГЕС проектною потужністю 900 кВТ/год була здана в експлуатацію в 1958 році, вона була розрахована на електропостачання 17 колгоспів Демидівському районі.

З 1977 року ГЕС, яка розташована на Хрінницькому водосховищі припинила виробництво електроенергії в зв'язку з демонтажем турбін.

Хрінницьке водосховище розташоване на р. Стир на відстані 52 км від м. Луцька на території Рівненської і частково Волинської областей. Площа басейну водозбору становить 2040 км кв, об'єм води 50 млн м³.

В 1989 році виявлено карстові порожнини поблизу дамби і проведено випуск води з водосховища. З 1990 року тут розпочались ремонтно-відновлювальні роботи, проведено кріплення основи греблі та капітальний ремонт споруд напірного фронту. В процесі ремонту виконано роботи по цементації основи, ремонту й відновленню кріплення верхнього схилу, ремонт бетонних частин вооскиду, реконструкції проїзної частини автодороги на гребені греблі для відновлення функціонування ГЕС. Бетонна руслова гребля має загальну довжину по гребеню 39 м, та висота 12 м. Гребля має 8 водоскидних отворів, з яких 2 аварійно-ремонтні, розміром 5×6 м, в яких установлено плоскі металічні затвори 5×4 м.

Маневрування затворами здійснюється двома пересувними підйомниками вантажопідйомністю 30 тонн.
В березні 2002 року Хрінницька ГЕС введена в експлуатацію. Працює дві турбіни потужністю по 450 кВт електроенергії за одну годину. За добу гідроелектростанція виробляє 19200 кВт/год. електроенергії.

Неодноразово фахівці висловлюються про необхідність капітального ремонту греблі. Однак всьому проблема — відсутність фінансування.
Діє підприємство ТзОВ’’МЕК’’, яке зареєстроване розпорядженням голови райдержадміністрації від 20 липня 2000 року № 247.
Основний вид діяльності: виробництво електроенергії. Підприємство з року в рік нарощує об'єми виробництва. Якщо у 2003 році підприємство виробило електроенергії на суму 500 тис. гривень то за 2006 рік виробництво склало 1044 тис. гривень. Питома вага підприємства у загальному виробництві району становить 15 %. На підприємстві працює 14 чоловік з середньомісячною заробітною платою більше 1300 гривень.
На сьогоднішній день призначення водосховища комплексне — енергетика, водопостачання, боротьба з повенями, рекреація, рибогосподарська діяльність.

Основним завданням експлуатації ГЕС є максимальне використання стоку ріки для виробництва електроенергії, недопущення холостих скидів річки, безаварійна робота ГЕС і гідротехнічних споруд.

### Дитячий санаторій «Хрінники»
Біля села розташований дитячий санаторій «Хрінники».

## Транспорт
Розвинене автобусне сполучення, є пряме сполучення з Рівним, Луцьком.

## Зв'язок
Працює відділення зв'язку, стаціонарним телефонним зв'язком користувалося близько 50 осіб, наразі Укртелеком припинив надання послуг. На всій території села і прилеглих місцевостях наявне покриття мобільних операторів «Київстар», Водафон, lifecell. Доступний високошвидкісний доступ до мережі Інтернет (оптоволокно) від оператора RivneISP (ТОВ "ЛАНА ІТ")

## Освіта
Діють дошкільний навчальний заклад «Сонечко» та Хрінницький ліцей Демидівської селищної ради Рівненської області

## Релігія
- Свято-Михайлівська церква УПЦ Київського патріархату.
- Дім молитви євангельських християн–баптистів.

## Культура
Працює будинок культури, діють 4 гуртки художньої самодіяльності.
Пам'ятник воїнам-односельчанам, який знаходився біля церкви переміщено і замінено у 1994 році. Зараз це прямокутна стела на невеликому п'єдесталі, на якій посередині розміщено чотири пам'ятні плити з переліком прізвищ загиблих воїнів. Поряд встановлено скульптурну композицію — жінка і чоловік у скорботі. Розміри: довжина стели 7,50 м; Плити — ширина — 1 м; висота — 1,65 м

## Цікаві факти
Родова легенда Хрінницьких із Хрінників на Волині розповідає про юнака, якому було доручено пильнувати землі свого володаря. Не маючи жодної звістки про наближення ворогів, він закинув у річку вудку й почав собі рибалити. Коли ж на обрії зненацька виринули татари, хлопець не розгубився, скочив на коня й сам-один рушив на цілий загін ординців. Когось убив, когось наздогнав і полонив, решту змусив утікати.
За цей подвиг монарх надав юнакові герб: вудка, з’єднана із хрестом.

## Відомі люди
- Бакалейко Володимир Анатолійович — провідний гравець футбольної команди «Хрінники».
- Клячук Ігор Миколайович — викладач у Кам'янець-Подільському ліцеї з посиленою військово-фізичною підготовкою.
- Якимюк Семен Григорович — головний ветеринарний лікар Прикарпатського військового округу.
- Ковальський Володимир Ілліч — майстер лозоплетіння.
- Кожушко Олексій Олегович (25.03.1984 - 13.07.2024) - військовий, учасник російсько-української війни. Служив на посаді логіста у 24 ОМБр. Помер у госпіталі після поранення[13]. Нагороджений відзнакою "За службу державі" (2021), орденом "Хрест Героя" (2024, посмертно)[14][15].
- Юрчук Людмила Володимирівна — майстриня вишивки картин.
- Лавренюк Володимир Іванович (нар. 1927 р.) — ветеран німецько-радянської війни. Був призваний на фронт у 1944 році, служив радіолокаційних військах. Нагороджений медалями: орден «За мужність», орден «Вітчизняної війни ІІ ступеня», медаль «За перемогу над Японією», медаль «Захиснику Вітчизни».[16]
- Матвійчук Ганна Олексіївна (нар. 1929 р.) — ветеран німецько-радянської війни. Пішла на фронт у 1944 році, працювала в госпіталі.[17]
- Пушкар Наталія Юхимівна — український історик, краєзнавець, музеєзнавець, лісознавець. Дослідник Волині, біографії Лесі Українки. Головний хранитель фондів Волинського краєзнавчого музею.